# Bitka kod Bliske
Bitka kod Bliske (danas Blizna u zaleđu Trogira, Zagora, Hrvatska) je bitka u kojoj je godine 1322. vojska koalicije hrvatskih knezova i dalmatinskih gradova pod zapovjedništvom slavonskog bana Ivana Babonića porazila snage hrvatsko-dalmatinskog bana Mladena II. Šubića Bribirskog i njegovih saveznika.

## Širi kontekst bitke
Nakon smrti Pavla I. Šubića Bribirskog, hrvatsko-dalmatinskog bana i gospodara Bosne, Huma i dalmatinskih gradova, koja je uslijedila 1. svibnja 1312. godine, njegove posjede preuzeo je najstariji sin Mladen II., postavši odmah hrvatsko-dalmatinski i bosanski ban. Kako u to vrijeme vlast hrvatsko-ugarskog kralja Karla Roberta Anžuvinskog još nije bila učvršćena, Mladen II. je na svojem području, sa sjedištem u Bribiru, odnosno Skradinu, imao praktički skoro neprikosnovenu i neograničenu vlast. Kralj je to tolerirao, jer mu je njegov otac Pavao I. pomogao da dođe na vlast. Ipak, s vremenom je Mladen II. došao u sukobe, najčešće zbog vlasništva, s podložnim hrvatskim velikašima na svom posjedu (knezovima Krčkim - budućim Frankopanima, zatim Gusićima - knezovima Krbavskim, pa Nelipićima iz plemena Svačića itd.), s nekim gradovima na jadranskoj obali (Šibenik, Trogir), s Stjepanom II. Kotromanićem u Vrhbosni, te ponovno sa starim suparnikom Mletačkom Republikom.
Slijedili su burni događaji u vremenu od 1317. do 1322. godine, s nizom pobuna, opsada, oružanih sukoba, prelazaka iz jednog tabora u drugi i taktičkih nadmudrivanja obiju strana. Uključio se, među ostalima, i Ivan Babonić, ban cijele Slavonije, koji je imao potporu kralja uvjerenog da je došao pravi trenutak da se skrši moć Bribiraca. 
Do odlučujuće bitke došlo je krajem ljeta ili početkom jeseni 1322. godine kod Bliske, današnje Blizne u zaleđu Trogira, u kojoj je na jednoj strani bio ban Mladen sa svojim saveznicima, među kojima je bio i njegov mlađi brat Juraj II., a na drugoj se strani nalazila vojska široke koalicije kojom je zapovijedao Ivan Babonić. O detaljima samog tijeka bitke nema dostupnih podataka, ali se zna da su Mladenove snage bitku izgubile. On i njegov brat Juraj uspjeli su se spasiti i privremeno skloniti u Jurjevu tvrđavu u Klisu.
Nedugo poslije bitke u južnu je Hrvatsku sa svojom vojskom stigao sam hrvatsko-ugarski kralj Karlo Robert Anžuvinski, kako bi pokušao smiriti prilike. Pobjednicima bitke kod Blizne je na saboru u Kninskoj tvrđavi dana 8. listopada 1322. podijelio, odnosno potvrdio, posjede i povlastice, a poraženog Mladena Šubića je zarobio i odveo sa sobom u Ugarsku. Tamo je ovaj proveo na kraljevom dvoru dvadesetak godina, sve do svoje smrti između 1341. i 1343.
Bitkom kod Bliske skršena je velika moć i utjecaj knezova Bribirskih. Ona je značila gubitak dijela posjeda koje su Bribirski do tada imali, ali i gubitak nasljedne banske časti, jer je Ivan Babonić imenovan od kralja hrvatsko-dalmatinskim banom. Hrvatskim banom u Bosni postao je pak Stjepan II. Kotromanić. Posljedice pada moći Šubića bile su i jačanje drugih hrvatskih velikaša, prije svega knezova Blagajskih (Babonića), Nelipića i knezova Krčkih. Ipak, braća Mladena Šubića Juraj II., Pavao II., Grgur i Marko, te njihovi sinovi Mladen III., Pavao III., Božidar, Juraj III. (budući Juraj I. Zrinski) i Pribko opstali su i zadržali svoje stare posjede još tridesetak godina, da bi tek kralj Ljudevit I. Veliki, sin Karla Roberta, uspio zamjenom posjeda ili na drugi način djelomično ih raseliti.

## Vanjske poveznice
- Bitka kod Bliske u „Povijesti Hrvatske“ Rudolfa Horvata
- Poraz bana Mladena kod Bliske
- Poraz Mladena Bribirskog u bitki kod Blizne 1322.  Arhivirana inačica izvorne stranice od 21. srpnja 2011. (Wayback Machine)
- Kraj bribirske prevlasti nakon poraza Mladena II. kod Bliske  Arhivirana inačica izvorne stranice od 5. rujna 2011. (Wayback Machine)
- "Veliki boj kod Bliske" - kako je naveden u knjizi Vjekoslava Klaića Bribirski knezovi od plemena Šubić do god. 1347., naklada Matice hrvatske, Zagreb 1897.